# Swiss Cycling Alpenbrevet

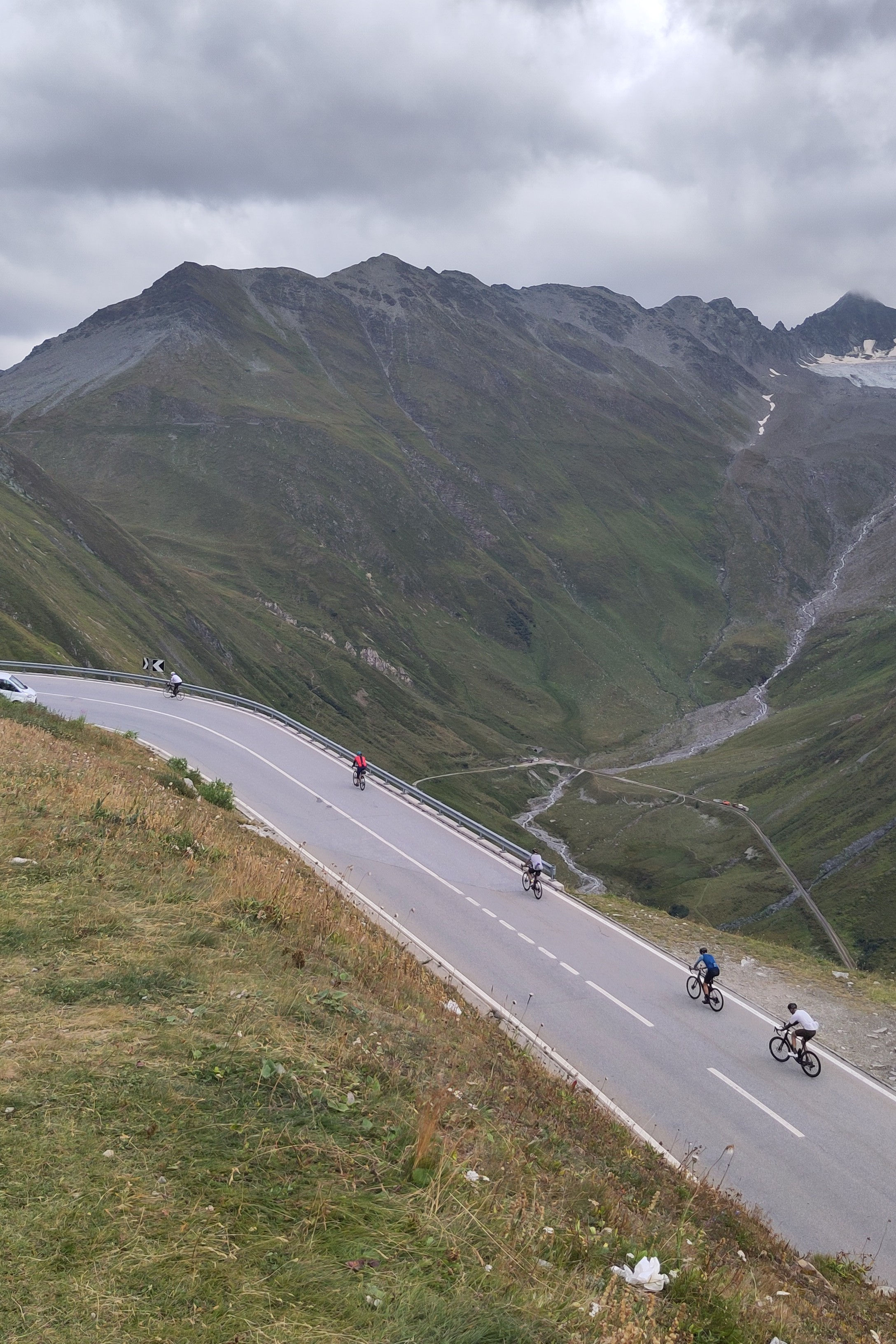
Teilnehmer des Alpenbrevet am Furkapass

Das Swiss Cycling Alpenbrevet ist ein Radmarathon der Swiss Cycling, der über bis zu fünf Schweizer Alpenpässe führt. Er findet seit 1978 jährlich im August oder September statt. Veranstalter war bis 2019 die Swiss Cycling, 2020 fand die Fahrt aufgrund der COVID-19-Pandemie nicht statt, seit 2021 wird das Brevet von der Cycling Unlimited durchgeführt. Die 46. Ausgabe ist für den 6. September 2025 geplant. Trotz der Bezeichnung Alpenbrevet handelt es sich nicht um einen Fahrradmarathon nach Brevet-Reglement.
Das Alpenbrevet gilt aufgrund der zu bewältigenden Höhendistanz, analog dem österreichischen Pendant, dem Ötztaler Radmarathon als extrem schwierig.

## Strecke
Der Radmarathon wird in mehrere Schwierigkeits-Varianten ausgetragen, die 2022 über zwei, drei, vier und fünf Pässe führten. Start- und Zielpunkt ist Andermatt. Die Länge der längsten Strecke über fünf Pässe beträgt rund 270 km mit rund 7.000 Höhenmetern, zu deren Bewältigung die Fahrer zwischen rund 10 und 15 Stunden benötigen.

## Fernsehbeiträge
- Radmarathon Alpenbrevet. In: Blickpunkt Sport. Schweizer Fernsehen, 12. September 1986 (online auf YouTube [abgerufen am 10. September 2022]).